# Michele Lufrano
Michele Lufrano (Sant'Arcangelo, 15 april 1915 – Noci, 17 februari 1996) was een Italiaans componist, dirigent en bugelist.

## Levensloop
Lufrano leerde als klein jongetje de bugel te bespelen en werd lid van de Concerto Bandistico di Squinzano, toen onder leiding van Gennaro Abbate. Later werd hij tweede dirigent van deze vereniging en toen Abbate overleed werd hij zijn opvolger als dirigent van dit in de hele regio bekende harmonieorkest. Hij werd kapelmeester van de Militaire muziekkapel van het 2e Infanterie Regiment, die gestationeerd was in de provincie Arezzo. Maar hij was verder geïnvolveerd bij de amateuristische muziekbeoefening. Zo was hij dirigent van diverse banda's (harmonieorkesten) zoals de Banda Sant'Arcangelo (1938), de Banda di "G. Tito" di Valsinni (in de jaren 1940), de Banda de Cepagatti, de Banda Città di Chieti, de Banda musicale di Gravina in Puglia, het Grande Orchestra di Fiati e Percussioni Città di Manduria, de Filarmonica Campana Città di Teano, de Banda Musicale Giacomo Puccini Carovigno (1950), de Banda di Guardiagrele, het Orchestra di Fiati "Fedele Fenaroli" Città di Lanciano (1952-1956 en 1960-1962), het Grande Orchestra di Fiati "Giuseppe Piantoni" Città di Conversano (1957-1959), de Banda musicale Città di Mottola (1961-1963), de Associazione Banda di Castellana Grotte (1964-1965), de Associazione Musicale "Giuseppe Verdi" Francavilla Fontana (1966-1978) en de Banda di Pescara (1983-1988). Hij was eveneens dirigent van het orkest en het koor van het Teatro Petruzzelli in Bari. Tijdens zijn lang verblijf in Molfetta wordt hem toegeschreven het plezier te hebben, de wereldberoemde dirigent Riccardo Muti de eerste lessen gegeven te hebben.
Hij werkte eveneens als componist voor diverse genres, vooral voor banda (harmonieorkest).

## Composities

### Werken voor banda (harmonieorkest)
- 1977 Sansiro, marcia sinfonica
- 1981 Amalfi, mars
- 1981 Palermiti, feestmars
- 1981 Sorrentina, mars
- 1981 Veneziana, marcia sinfonica
- 1983 Concerto folkloristico
- 1983 Danza italiana
- 1983 Danza spagnole
- 1983 La grande festa, symfonisch gedicht
- 1983 Tempesta, symfonisch gedicht
- Balsorano, huldigingsmars
- Campoliuto
- Capri, feestmars
- Capriccio romano
- Caratteristica, mars
- Casertana, marcia sinfonica[2]
- Classica, marcia sinfonica
- Fantastica, marcia sinfonica
- Firenze, mars
- Gran Sasso, marcia sinfonica
- Impressioni sinfoniche
- Irpinia
- Ischia, mars
- La brillante
- Le Dice
- Le Dive, marcia sinfonica
- Lettere, feestmars
- Marcantonio, huldigingsmars
- Marcia bizzarra
- Marcia trionfale
- Marina, feestmars
- Matera, mars
- Montemario, mars
- Omaggio a Francavilla Fontana, marcia sinfonica
- Omaggio a Lanciano, marcia sinfonica
- Omaggio alle Poste, mars
- Pescasseroli, feestmars
- Potenza, mars
- Regione Abruzzo, marcia sinfonica[3]
- Roma, mars
- San Potito, mars
- Sanremo, mars
- Scherzo marciabile – Siena, marcia sinfonica
- Squinzano, marcia sinfonica[4]
- Suite di balletti
- Sul Lago di Como
- Sulla Costa Azzurra
- Vette bianche, mars